# Сон, вызванный полётом пчелы вокруг граната, за секунду до пробуждения
«Сон, вызванный полётом пчелы вокруг граната, за секунду до пробуждения» (исп. Sueño causado por el vuelo de una abeja alrededor de una granada un segundo antes de despertar) — картина испанского художника-сюрреалиста Сальвадора Дали. Находится в Музее Тиссена-Борнемисы в Мадриде.

## Информация о картине
Одним из источников картины была афиша с цирковыми тиграми, и Дали сохраняет многое от яркой непосредственности, связанной с искусством плаката. Фигурирующие в названии пчела и гранат изображены маленькими, непосредственно под телом вытянувшейся во сне женщины. Она — несомненно, ещё один портрет Галы, показанной плывущей над (а не покоящейся на) каменной плитой, которая омывается морем бессознательного. Реальные пчела и гранат бледнеют перед порожденными ими образами — огромным плодом граната, вырывающейся из него рыбой и двумя тиграми во всей их рычащей свирепости, которых рыба извергает изо рта. Более традиционные фрейдистские образы — винтовка с примкнутым штыком и фантастический слон на ногах-ходулях — довершают это одномоментное сновидение, которое явно ещё не успело нарушить покой спящей.
Сальвадор Дали так писал о своей картине:

Целью было впервые изобразить открытый Фрейдом тип долгого связного сна, вызванного мгновенным воздействием, от которого и происходит пробуждение. Подобно тому как падение иглы на шею спящего одновременно вызывает его пробуждение и длинный сон, кончающийся гильотиной, жужжанье пчелы вызывает здесь укус жалом, который разбудит Галу. Вся жизнетворящая биология возникает из лопнувшего граната. Слон Бернини на заднем плане несет на себе обелиск и атрибуты папы.

## Символизм

### Слон
В 1667 году по инициативе папы римского Александра VII в Риме на площади Минервы был установлен монумент в виде слона, несущего на спине египетский обелиск. Скульптором монумента был Джованни Лоренцо Бернини. Предполагается, что источником вдохновения при создании скульптуры могла стать ксилографическая иллюстрация из романа «Гипнэротомахия Полифила». Этот роман анонимного автора вышел в 1499 году в типографии Альда Мануция. В основе сюжета — сон героя, в котором он становится свидетелем различных фантастических картин и событий. Среди прочего ему встречается конструкция со слоном, пронзённым обелиском. В издании романа на одной из иллюстраций был изображён этот слон.
При написании картины целью художника было изобразить открытый Зигмундом Фрейдом вид длительного осмысленного сновидения, которое вызывается внешним раздражителем, что одновременно и создаёт сон и провоцирует пробуждение. В 1962 году Дали сказал, что эта картина была призвана «впервые выразить в образах открытие Фрейдом типичного сна с длинным повествованием, следствие мгновенности случайного события, которое заставляет спящего просыпаться. Таким образом, как прут может упасть на шею спящего человека, заставив его проснуться, и для длинного сна закончиться падением на него лезвия гильотины, шум пчелы здесь вызывает пробуждающее ощущение жала». На заднем плане картины изображён слон с длинными тонкими суставчатыми ногами и обелиском на спине. Подобным образом художник сюрреалистически изобразил монумент Бернини, что является отсылкой к истории Фрейда, когда тот видел сон о похоронах папы римского, вызванный колокольным звоном. Образ слона на длинных худощавых ногах понравился Дали, и художник использовал его в других своих работах.

### Штык
Штык, как символ жалящей пчелы, может представлять резкое пробуждение женщины от ее мирного сна. Штык, также как и слон, является примером влияния Зигмунда Фрейда на сюрреалистическое искусство и попытки Дали исследовать мир сновидений.